# Dedekind-η-functie

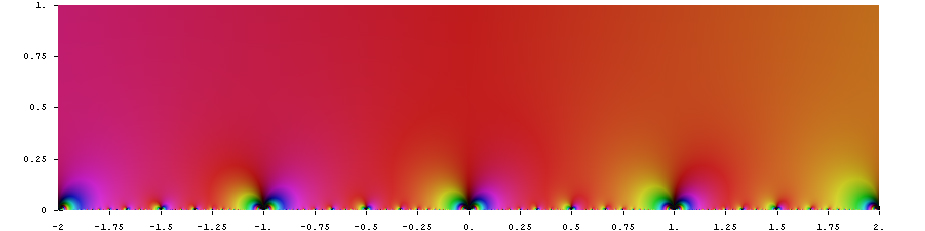
Dedekind-η-functie in het complexe vlak

De Dedekind-η-functie, vernoemd naar de Duitse wiskundige Richard Dedekind, is een functie, die is gedefinieerd op het bovenhalfvlak van het complexe vlak, waar het imaginaire deel positief is. De functie is daar holomorf. Voor ieder complexe getal {\displaystyle \tau } wordt 
{\displaystyle q=e^{2\pi {\rm {i}}\tau }}
gedefinieerd en daarbij de Dedekind-η-functie
{\displaystyle \eta (\tau )=q^{\frac {1}{24}}\prod _{n=1}^{\infty }(1-q^{n}).}